# Czarna Ławka
Die Czarna Ławka (deutsch Czarnyjoch oder wörtlich Schwarze Bank) ist ein Gebirgspass im Süden der polnischen Woiwodschaft Kleinpolen und der Slowakei in der Hohen Tatra. Der Pass befindet sich in der Gemeinde Bukowina Tatrzańska auf dem Hauptkamm der Tatra und verbindet das Tal Dolina Pięciu Stawów Polskich mit dem Tal Dolina Cicha. Der Pass ist 1968 m n.p.m. hoch und grenzt an die Gipfel Czarna Kotelnica sowie Niżni Kostur.

## Tourismus
Auf den Pass führt kein Wanderweg.

## Erstbesteigung
Der Pass wurde 1792 von Baltazar Hacquet zum ersten Mal urkundlich nachweisbar bestiegen.